# 四日市市立内部小学校
四日市市立内部小学校（よっかいちしりつ うつべしょうがっこう）は、三重県四日市市釆女町に所在する公立小学校である。

## 概要
四日市市内部地区の中央部、内部川の南に所在する。周辺は住宅地が広がっており、四日市市立内部保育園や内部地区市民センターなど地区の中核施設なども所在する。
1874年（明治7年）2月3日に創立し、2024年には創立150周年を迎えた。四日市市内で4番目に創立された小学校である。
校章および校歌が制定されている。校歌は中村万三の作詞、信時潔の作曲で、歌詞は3番まである。地域性を含んだ内容となっており、伊勢の海（伊勢湾）や鈴鹿山といったフレーズが登場する。また各番の最後は「内部」を2度繰り返して歌われる。

## 沿革
- 1874年（明治7年）2月3日 - 内部村立人民共立学校として、釆女村大日に開校[6]。
- 1883年（明治16年） - 内部学校に改称。校舎を落成[6]。
- 1887年（明治20年）4月 - 内部簡易授業所に改称[6]。
- 1889年（明治22年）- 内部尋常小学校に改称[6]。
- 1909年（明治42年）4月 - 高等科を併設し、内部尋常高等小学校に改称[6]。
- 1910年（明治43年）3月 - 花の木に新校舎を落成し移転[6]。
- 1937年（昭和12年）3月 - 講堂を落成[6]。
- 1941年（昭和16年）4月1日 - 国民学校令施行により、内部村国民学校に改称[6][1]。
- 1943年（昭和18年）9月15日 - 四日市市への合併により、四日市市立内部国民学校に改称[1][6]。
- 1947年（昭和22年）4月1日 - 学制改革により、四日市市立内部小学校[6]に改称[1]。
- 1957年（昭和32年）4月4日 - 南小松町の四日市市合併により、児童86人を受け入れ[6]。
- 1967年（昭和42年）3月 - 新校舎を落成（普通教室4室、音楽室）。新校舎第2期工事が竣工し、普通教室12室を整備[6]。
- 1968年（昭和43年）7月 - 新校舎第3期工事が竣工[6]
- 1974年（昭和49年）2月2日 - 創立百周年記念式典を開催[6]。
- 1976年（昭和51年）10月 - 新校舎第4期工事が竣工[6]。
- 1977年（昭和52年）
  - 2月 - 校歌碑を建立[6]。
  - プールを落成[1]。
- 1980年（昭和55年）
  - 3月 - 体育館を落成。PTAにより庭園を整備[6]。
  - 給食室を落成[1]。
- 1984年（昭和59年）4月1日 - 内部東小学校が分離開校[1]。
- 1985年（昭和60年）8月 - クラブハウスを落成[6]。
- 1987年（昭和62年）4月 - 三重県より「地域性に根ざした創意ある教育課程の編成とその実践の研究校」に指定される[6]。
- 1992年（平成4年）11月 - ソニー教育振興財団より優良校に選ばれる[6]。
- 1996年（平成8年）12月 - 特別教室棟を落成[6]。
- 1997年（平成9年）3月 - ローラースケート場を設置[6]。
- 2002年（平成14年）8月 - 校舎の耐震工事を実施。給食室を改修[6]。
- 2003年（平成15年） - 学校ホームページを開設[7]。
- 2024年（令和6年）2月3日 - 創立150周年記念式典を開催[3]。

## 地域とのかかわり
長い歴史を持つ地域密着型の学校であり、地域行事や自然環境を活用した学習活動を行っている。2024年の創立150周年記念式典では、在校生による学校紹介や記念映像の上映、校歌の合唱が行われた。

## 通学区域
- 波木町（一部）
- 波木が丘町
- 貝家町（一部）
- 北小松町
- 南小松町
- 釆女町の一部
- 釆女が丘一～五丁目

出典：

## 進学先の中学校
四日市市立内部中学校が進学校に指定されている。

## アクセス

### バス
- 三交バス「内部小学校前」停留所から徒歩すぐ

### 鉄道
- 四日市あすなろう鉄道内部線 内部駅より徒歩約17分